# 孟買世界貿易中心

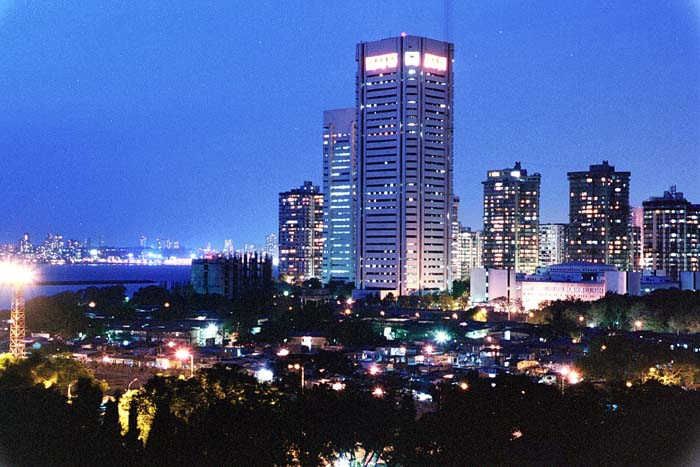
孟買世界貿易中心

孟買世界貿易中心（Mumbai World Trade Centre）是位於印度孟買的一座摩天大樓，高156公尺、35層樓。

## 历史
1970年完工。孟買世界貿易中心完工時是亞洲第二高樓，僅次於同年稍早完工、高166公尺的東京世界貿易中心。在2009年之前大樓曾作為南亞最高建築長達39年。